# Діалекти китайської мови
Китайська мова є гілкою китайсько-тибетської мовної сім'ї, що складається з сотень місцевих різновидів, багато з яких не є взаємно зрозумілими. Варіації поширені в більш гірській південно-східній частині материкового Китаю. Різновиди зазвичай класифікують на кілька груп, які не є окремими мовами, що визначаються взаємною зрозумілістю, але відображають загальний фонологічний розвиток середньокитайської мови.
Китайські групи найбільше відрізняються за своєю фонологією. Меншою мірою ця відмінність спостерігається у лексиці та синтаксисі. Південні різновиди, як правило, мають менше початкових приголосних, але частіше зберігають середньокитайські кінцеві приголосні. Усі мають фонематичні тони.
Поняття «китайська мова» охоплює декілька основних офіційно вживаних стандартів спілкування. Це путунхуа 普通话 (північний або пекінський, західна назва — Мандарин; також поза межами Китаю його назва відома як Гоюй 国语; у Сінгапурі та Південно-Східній Азії відомий як Хуаюй 华语), є офіційним у континентальному Китаї та на Тайвані (хоча насправді тайваньський путунхуа відрізняється від пекінського на слух і граматичними нормами, адже їх шляхи розійшлися у 1949 р.), також поширеним є гуандунський 粤语 (кантонський) діалект, яким розмовляють південні провінції Китаю та Гонконг, і фуцзяньський діалект 闽语, поширенийна Тайвані та провінції Фуцзянь.

## Класифікація
Діалектолог Джеррі Норман підрахував, що існують сотні взаємно незрозумілих різновидів китайської мови. Ці різновиди утворюють діалектний континуум, у якому відмінності у мовленні зазвичай стають більш виразними зі збільшенням відстані, хоча також є деякі різкі межі. Однак швидкість зміни взаємної розбірливості дуже різниться залежно від регіону. Наприклад, різновиди мандаринської мови, якими розмовляють у всіх трьох північно-східних провінціях Китаю, є взаємно зрозумілими, але в провінції Фуцзянь, де переважають міні-варіанти, мова сусідніх повітів або навіть сіл може бути взаємно нерозбірливою.

### Групи діалектів
Класифікація китайських діалектів кінця 19 — початку 20 століття ґрунтувалася на імпресіоністичних критеріях. Вони часто йшли річковими системами, які історично були основними шляхами міграції та сполучення в південному Китаї. Перші наукові класифікації, засновані на еволюції середньокитайських дзвінких ініціалів, були створені Ван Лі в 1936 році та Лі Фан-Куей в 1937 році. Загальноприйнятий набір із семи діалектних груп вперше з'явився у другому виданні підручника з діалектології Юань Цзяхуа (1961). Ці основні діалектні групи поділяються на власні піддіалекти та місцеві говірки, і різниця між ними часто суттєвіша, ніж між, наприклад, російською та українською мовами.

#### Гуаньхуа чи північні діалекти (官话，北方话)
Північні діалекти є рідними для 70 % ханського населення Китаю. Діалекти цієї групи стали літературним стандартом в епоху Сун 宋 (XI—XII ст.), адже саме тоді центр політично-економічної активності перемістився на північ, а остаточно закріпився в цій якості за доби Юань 元 (XIII—XV ст.), коли столицею став Пекін. Назву 官话 почали використовувати приблизно у XVI ст. Гуаньхуа (пер. офіційна мова, або ще називають Бейфанхуа, 北方话 пер. північні діалекти) є найбільшою діалектною групою китайської мови, що об'єднує близькі один до одного діалекти, поширені на більшій частині Північного та Південно-Західного Китаю. Саме на основі пекінського діалекту цієї групи у 50–60 рр. XX ст. був створений путунхуа 普通话, що став офіційною усною мовою країни. У західній літературі північнокитайський діалект зазвичай називали мандаринським, що збереглось і до сьогодні. Така назва утворилась від португальського слова Mandarim (міністр, чиновник), яка є перекладом із китайської слова 官 (guān) — вищий чиновник феодального Китаю.

#### Діалекти групи У 吴语
Часто називаються шанхайським діалектом. Серед найбільших піддіалектів слід зазначити: шанхайський上海话, сучжоуський 苏州话, веньчжоуський 温州话, цзіньхуайський 金华话, юнканський 永康话 і цюйчжоуський 衢州话. Найпопулярнішим із зазначених піддіалектів є сучжоуський, хоча з ним змагається шанхайський. Цим діалектом спілкуються 8 % ханського населення Китаю. За кількістю носіїв діалект групи У займає друге місце після путунхуа. Діалект У має багато граматичних відмінностей. Однією сут-тєвою рисою є складна система особових і вказівних займенників. У діалекті налічується до 8 тонів. 4-й тон ділиться на верхні та нижні регістрові. Діалект групи У можна поділити на дві підгрупи: північну і південну. У південній багато спрощених дифтонгів. Так, у Сучжоу来 (lái) читається як [lé], 梅 (mĕі) — [mĕ]. У північній групі багато голосних перетворюються на назалізовані, наприклад 本(běn) — [pə:]; у деяких випадках одна голосна перетворюється надифтонг: 牛 (niú) вимовляється [au], 布(bù) — [pou].

#### Діалекти групи Сян 湘语
Часто називаються хунанським діалектом: більша частина провінції Хунань 湖南. Розрізняють новий Сян 新湘语 (що зазнав значного впливу північних діалектів) і старий Сян 老湘语. Цим діалектом спілкуються 5 % ханського населення Китаю. Поділяється на стару та нову підгрупу. Нова: придихові вимовляються як глухі. У діалекті 6 тонів. 1-й і 3-й поділяються на верхній та нижній регістри. Стара: немає губно-зубних звуків f і v: 夫=呼，方=荒. Деякі глухі вимовляються з придихом, наприклад 白 (bái) читається як [pái], 别 (bié) — [pié].

#### Діалекти групи Гань 赣语
Часто називаються цзянсійським діалектом: більша частина провінції Цзянсі 江西, частково Хубей 湖北 і Фуцзянь 福建. Цим діалектом спілкуються 2 % ханського населення Китаю. Збереглося багато моментів давньої вимови, наприклад кінцеві приголосні t, p, тому 荅 (dá) читається як [táp], 活 (huó) як[fót]. Вживаються 7 тонів.

#### Діалекти групи Хакка 客家话 (客家— переселенці, гості)
Носії цього діалекту досить розсіяні і проживають у провінціях Гуандун, Цзянсі, Хунань, Сичуань, на острові Тайвань, у Гуансі-Чжуанському автономниому районі. Цим діалектом спілкуються 4 % ханського населення Китаю. Завдяки тому, що народ хакка намагався зберегти свою говірку на відстані від етнічного дому, цей діалект зазнав найменше змін протягом століть і залишився найближчим до средньокитайської мови. Свідченням цього є збереження кінцевих голосних –p, -t, -k, яких уже давно не існує у путунхуа. На слух діалект Хакка взагалі незрозумілий носіям путунхуа. У діалекті в деяких місцевостях шиплячі і свистячі не розрізняються (ch=c, s=sh), але не по всій території поширення цього діалекту. Відсутня ініціаль ǖ, тому语(yŭ) читається як [i]. У діалекті функціонують 6 тонів.

#### Діалекти групи Юе 粤语
На діалекті Юе розмовляє більша частина провінції Гуандун, Гуансі-Чжуанський автономний район на півдні та сході, також Гонконг, Макао. Офіційним стандартним є кантонський (广州 Гуанчжоуський) діалект. Цим діалектом спілкуються 5 % ханського населення Китаю. У діалекті 9 тонів, у деяких місцевостях — 10. Кантонський діалект найменше з усіх схожий на путунхуа, і у принципах фонетичної побудови майже ні в чому з ним не збігається. Наведемо приклади деяких розбіжностей у читанні між путунхуа і діалектом Юе. В останньому звук a, буває довгим і коротким. Тому такий ієрогліф, як 街 (читання путунхуа — jiē), вимовляється як [ka: i], 考 (kǎo) — [ha: u]; 口(kŏu) — [hau].

#### Діалекти групи Мінь 闽语
Розрізняють північнофуцзяньський та південнофуцзяньський: острів Тайвань, поширений у провінції Фуцзянь, частково у провінції Гуандун, на острові Хайнань. У діалекті відсутній звук f, замість нього вживається h або p. У деяких місцевостях c і ch замінюється на t, наприклад 茶 [tá]. Розрізняють 7 тонів.